# Трейси Аллен
Трейси Аллен (англ. Tracy Allen) — американская порноактриса, лауреат премии XRCO Award.

## Биография
Дебютировала в порноиндустрии в 1990 году. Снималась для таких студий, как Evil Angel, New Sensations, VCA Pictures, Glitz Video, Executive Video и других.
В 1995 году получила премию XRCO Award в номинации «лучшая лесбийская сцена» за фильм Takin' It To The Limit 6 совместно с Кариной Коллинз, Джилл Келли, Мисти Рэйн и Фелесией.
Ушла из индустрии в 1996 году, снявшись в 13 фильмах.

## Награды
| Год  | Награда    | Категория               | Работа                   | Результат |
| ---- | ---------- | ----------------------- | ------------------------ | --------- |
| 1995 | XRCO Award | Лучшая лесбийская сцена | Takin' It To The Limit 6 | Победа    |

## Избранная фильмография
- Takin' It To The Limit 6 (1995)